# Kurt Schwaen

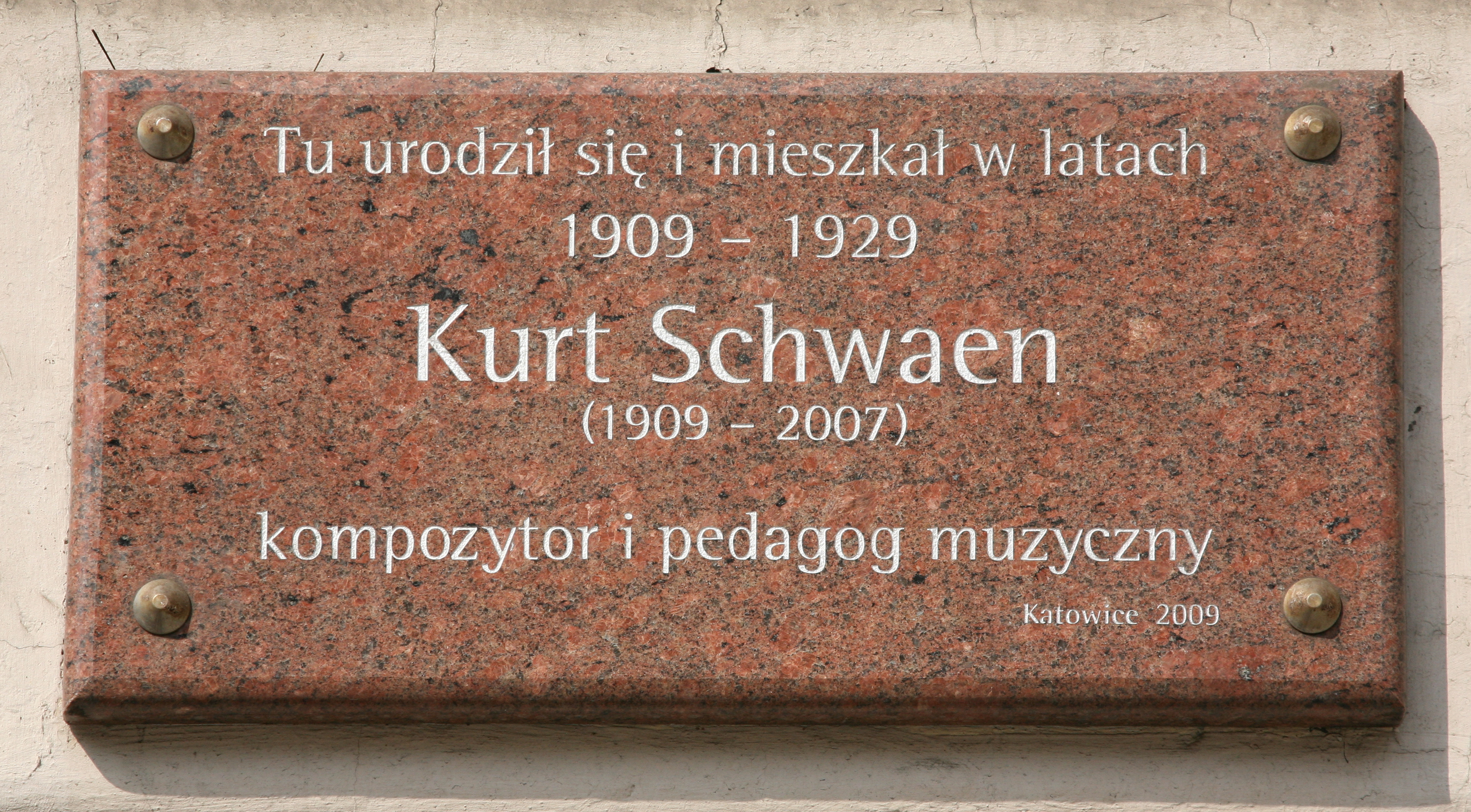
Tablica na fasadzie kamienicy przy pl. Wolności 7 w Katowicach, gdzie urodził się i mieszkał Kurt Schwaen

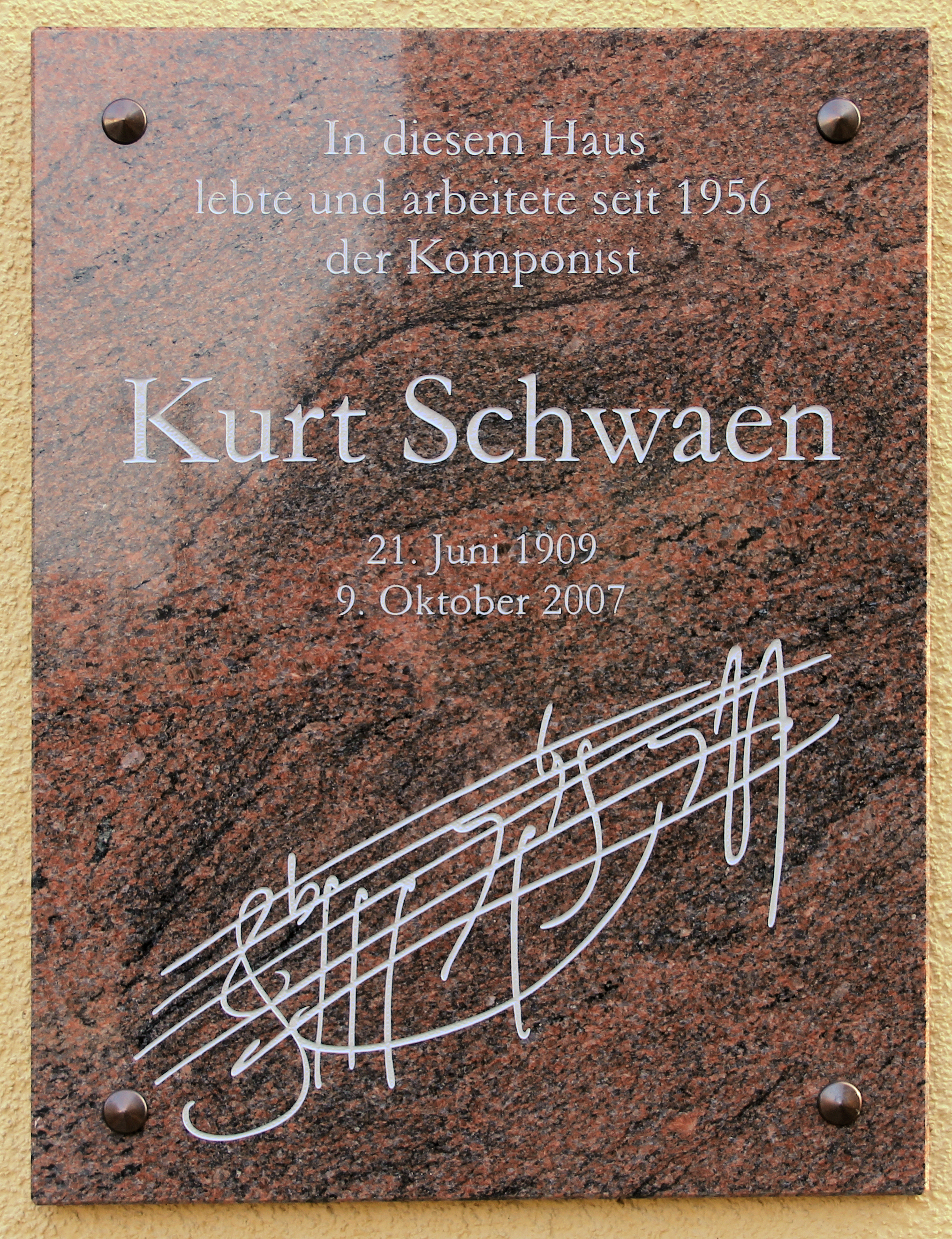
Tablica na fasadzie budynku przy Wacholderheide 31 w Berlinie, gdzie Schwaen mieszkał od 1956

Kurt Schwaen (ur. 21 czerwca 1909 w Katowicach, zm. 9 października 2007 w Berlinie) – niemiecki kompozytor.

## Życiorys
Urodził się i mieszkał (do 1929) w Katowicach, w kamienicy przy placu Wolności 7.
Schwaen studiował fortepian, organy i kompozycję u Fritza Lubricha. W latach 1929–1933 studiował na uniwersytetach w Berlinie i Wrocławiu, gdzie do jego nauczycieli należeli Curt Sachs i Arnold Schering. W roku 1930 poznał Hannsa Eislera, który silnie wpłynął na jego styl kompozytorski. Jako student stał się aktywnym członkiem ugrupowania antyfaszystowskiego i wstąpił do Komunistycznej Partii Niemiec. W latach 1935–1938 był więziony z powodu poglądów politycznych.
Po wojnie wrócił do Berlina Wschodniego, większość swojego czasu poświęcając pracy na rzecz odbudowy kultury muzycznej stolicy NRD. Komponował dla amatorskich zespołów muzycznych, chórów, szkół muzycznych i zespołów kameralnych, ale też publikował i był doradcą muzycznym. W latach 1953–1956 pracował z Bertoltem Brechtem, który miał ogromny wpływ na jego przyszłe kompozycje. Pracował też z Ernstem Buschem. W 1961 roku został członkiem Niemieckiej Akademii Sztuki, gdzie w latach 1965–1970 był szefem departamentu muzyki. Od 1962 do 1978 roku był prezesem Narodowego Komitetu Muzyki Ludowej NRD (Präsident des Nationalkomitees Volksmusik der DDR). W latach 1973–1981 kierował teatrem muzycznym dla dzieci w Lipsku. Był nagradzany doktoratem honoris causa Uniwersytetu w Lipsku (1983) i kilkoma nagrodami państwowymi. Pod koniec życia zamieszkał w dzielnicy Berlina Mahlsdorf, gdzie zmarł w wieku 98 lat.
Spuścizna Schwaena obejmuje ponad 620 tytułów. Komponował w różnych gatunkach, najbliższy był mu neoklasycyzm. Skomponował m.in. kantatę dla dzieci zatytułowaną „Król Midas”. Część jego prac, takich jak m.in. Koncert fortepianowy nr 2 (1987), pokazuje wpływ, jaki odcisnęły na nim podróże do Wietnamu. Wśród późniejszych prac warto wymienić współautorstwo poematu muzycznego „Plac Poczdamski” (Potsdamer Platz) z 1998 roku.
30 września 2009 na budynku przy pl. Wolności 7 w Katowicach odsłonięto pamiątkową tablicę ku czci Kurta Schwaena. Uroczystego odsłonięcia dokonali żona kompozytora Ina Iske, przewodniczący Rady Miasta Katowice Jerzy Forajter oraz dyrektor Muzeum Historii Katowic Jadwiga Lipońska-Sajdak.

## Odznaczenia
- 1958 – Medal „Za walkę z faszyzmem” 1933–1945[3]
- 1959 – Nagroda Państwowa NRD III Klasy (NRD)[3]
- 1977 – Nagroda Państwowa NRD II Klasy (NRD)[3]
- 1979 – Złoty Order Zasługi dla Ojczyzny (NRD)[3]
- 1984 – Order Karla Marksa (NRD)[3]
- 1985 – Order Zasługi Cywilnej (Hiszpania)[3]
- 1988/2003 – Order Przyjaźni (Wietnam)[3]
- 1989 – Złota Gwiazda Przyjaźni Między Narodami[3]
- 1999 – Krzyż Oficerski Orderu Zasługi RFN[3]

## Kompozycje

### Utwory orkiestrowe
- Sinfonietta KSV 142 (1957)
- Sinfonietta piccola KSV 374 (1974, popr. 1977)
- 3 suity taneczne (Nr 1 KSV 14, 1947, Nr 2 KSV 67, 1952, Nr 3 KSV 200, 1960)
- Ostinato 56 KSV 122 (1956)
- Jeu parti KSV 482 (1985)
- Koncert fortepianowy nr 1 KSV 259 (1963, popr. 1964)
- Koncert fortepianowy nr 2 "Koncert Wietnamski" KSV 515 (1987)
- Concert pour la jeunesse KSV 620 (1999)
- Koncert skrzypcowy KSV 433 (1979)
- Koncert na klarnet, trąbkę i orkiestrę KSV 174 (1959)

### Opery
- Die Horatier und die Kuratier (opera dla dzieci) KSV 104 (1955/56)
- Pinocchios Abenteuer (opera dla dzieci), KSV 322 (1969/70, popr. 1997)
- Fetzers Flucht KSV 167 (1959)
- Leonce und Lena KSV 204 (1960/61)

### Muzyka kameralna
- Volksliederstreichquartett KSV 143 (1958)
- Quartettino na kwartet smyczkowy KSV 615 (1998), popr. jako Divertimento KSV 656 (2005)
- Trio fortepianowe Nr 1 KSV 319 (1969)
- Trio fortepianowe Nr 2 KSV 413 (1969/78)
- Trio fortepianowe Nr 3 KSV 460 (1982)
- Trio fortepianowe Nr 4 KSV 474 (1983)
- Trio fortepianowe Nr 5 "en miniature" KSV 509 (1987)
- „Tänzerische Impressionen“ KSV 522 (1988)
- „Fern und nah. Neue Nationaltänze“ KSV 556,1 (1991)
- „Concertino. Hommage à Bartók“ na wiolonczelę i fortepian KSV 558 (1991)

### Utwory fortepianowe
- 5 Tanzbilder KSV 8 (1940)
- Movimenti KSV 457 (1957–82)
- Vietnamesische Impressionen KSV 546 (1990/91)
- Nocturne lugubre KSV 568 (1992)
- Nachlese KSV 638 (2002)
- Duo carattere KSV 601 (1997)

### Utwory wokalno-instrumentalne
- König Midas (kantata) KSV 144 (1958)

## Muzyka filmowa
- 1963 – Vom König Midas
- 1962 – Fetzers Flucht (film telewizyjny)
- 1962 – Christine und die Störche
- 1961 – Tu Radio Gliwice
- 1960 – Das Leben beginnt
- 1960 – Die Achatmurmel (krótkometrażowy)
- 1959 – Der verlorene Ball (krótkometrażowy)
- 1959 – Amigo